# Emil Prochaska

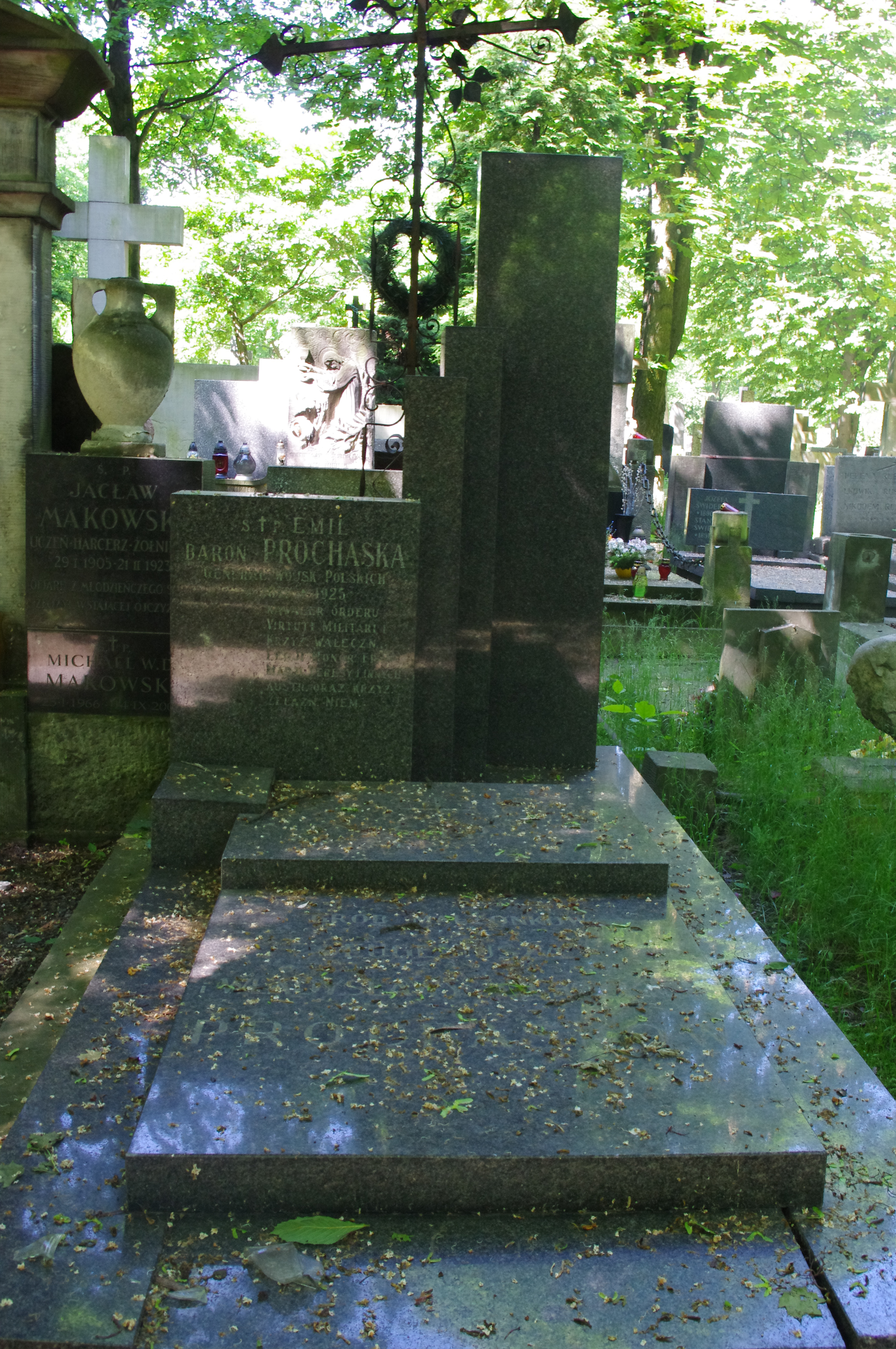
Grób gen. Emila Prochaski na cmentarzu Powązkowskim w Warszawie

Emil Prochaska (ur. 28 sierpnia 1877 w Tarnowie, zm. 23 lipca 1925 w Romanówce) – baron, generał brygady Wojska Polskiego, kawaler Orderu Virtuti Militari.

## Życiorys
Urodził się 28 sierpnia 1877 w Tarnowie, ówczesnym mieście powiatowym Królestwa Galicji i Lodomerii, w rodzinie Karola i Henryki z Knorków. Uczył się w cesarskim i królewskim Gimnazjum w Tarnowie i Krakowie, a w latach 1892–1896 w Szkole Kadetów Piechoty w Łobzowie. Służbę w cesarskiej i królewskiej Armii rozpoczął w 30 pułku piechoty we Lwowie. Od listopada 1911 do końca I wojny światowej służył w c. i k. 78 pułku piechoty w Eszék (obecnie Osijek) dowodząc kompanią i batalionem. Walczył na froncie włoskim i serbskim. 5 listopada 1914 wyróżnił się w czasie walk o pasmo Gučevo, na froncie serbskim, za co 17 sierpnia 1917 odznaczony został Krzyżem Rycerskim Orderu Marii Teresy. Ukończył wojenny kurs oficerów sztabowych. W czasie służby w c. i k. Armii awansował na kolejne stopnie w korpusie oficerów piechoty: porucznika (niem. Leutnant) ze starszeństwem z 1897, nadporucznika (niem. Oberleutnant) ze starszeństwem z 1901, kapitana (niem. hauptmann) ze starszeństwem z 1 listopada 1911 i majora (niem. Major) ze starszeństwem z 1 lipca 1917.
17 sierpnia 1917 został wyniesiony do stanu barona.
3 listopada 1918 został komendantem placu w Wiedniu. Następnie pełnił służbę przy polskim wojskowym pełnomocniku w Wiedniu, gen. Adamie Nowotnym. 5 marca 1919 został przyjęty do Wojska Polskiego z zatwierdzeniem posiadanego stopnia majora ze starszeństwem od dnia 1 lipca 1917. 9 lipca 1919 został attaché wojskowym przy Poselstwie Polskim w Wiedniu. 22 maja 1920 został zatwierdzony z dniem 1 kwietnia 1920 w stopniu pułkownika piechoty, w grupie oficerów byłej armii austro-węgierskiej. W czasie wojny z bolszewikami powrócił do kraju i 29 lipca 1920 objął dowództwo 13 pułku piechoty. Na jego czele wziął udział w bitwie warszawskiej. 28 sierpnia tego roku wyznaczony został na stanowisko dowódcy XV Brygady Piechoty. Od 1 lutego 1921 ponownie na stanowisku attaché wojskowego w Wiedniu.
3 maja 1922 został zweryfikowany w stopniu pułkownika ze starszeństwem od 1 czerwca 1919 i 48. lokatą w korpusie oficerów piechoty. 8 października 1922 został przeniesiony ewidencyjnie do 11 pułku piechoty. 12 października 1922 mianowany został I oficerem Sztabu Inspektoratu Armii Nr IV w Krakowie. W styczniu 1923 wyznaczony został na dowódcę 7 Dywizji Piechoty w Częstochowie. Dywizją dowodził do swojej śmierci w lipcu 1925. W międzyczasie, od 15 listopada 1923 do 15 sierpnia 1924, był słuchaczem I Kursu Centrum Wyższych Studiów Wojskowych w Warszawie. 1 grudnia 1924 prezydent RP nadał mu stopień generała brygady z dniem 15 sierpnia 1924 i 28. lokatą w korpusie generałów. Zmarł nagle, na udar serca, w czwartek 23 lipca 1925 około godz. 5.00 w Romanówce, w powiecie tarnopolskim. Pochowany w poniedziałek 27 lipca 1925 na cmentarzu Powązkowskim w Warszawie (kwatera 107-1-24).

## Ordery i odznaczenia
- Krzyż Srebrny Orderu Wojskowego Virtuti Militari nr 536 – 26 marca 1921[11]
- Krzyż Walecznych – 1921[12]
- Medal Pamiątkowy za Wojnę 1918–1921
- Krzyż Oficerski francuskiego Orderu Narodowego Legii Honorowej – 7 czerwca 1923[13]
- pruski Krzyż Żelazny II klasy – 1916

austro-węgierskie
- Krzyż Rycerski Orderu Marii Teresy – 17 sierpnia 1917[14]
- Order Korony Żelaznej 3. klasy z dekoracją wojenną i mieczami – 16 lutego 1915
- Krzyż Zasługi Wojskowej 3 klasy z dekoracją wojenną i mieczami – 5 listopada 1914
- Srebrny Medal Zasługi Wojskowej z mieczami na wstążce Krzyża Zasługi Wojskowej
- Brązowy Medal Zasługi Wojskowej z mieczami na wstążce Krzyża Zasługi Wojskowej
- Krzyż Wojskowy Karola – 28 czerwca 1917
- Złoty Medal Jubileuszowy Pamiątkowy dla Sił Zbrojnych i Żandarmerii
- Krzyż Jubileuszowy Wojskowy – 2 grudnia 1908
- Brązowy Medal Jubileuszowy Pamiątkowy dla Sił Zbrojnych i Żandarmerii – 2 grudnia 1898
- Medal Pamiątkowy Bośniacko-Hercegowiński – 1909
- Krzyż Pamiątkowy Mobilizacji 1912–1913